# Сімо Валакарі
Сімо Валакарі (фін. Simo Valakari, нар. 28 квітня 1973, Гельсінкі) — фінський футболіст, що грав на позиції півзахисника. Відомий за виступами в низці фінських та закордонних клубів, зокрема в клубах «Мотервелл», «Дербі Каунті» та «ТПС», а також у складі національної збірної Фінляндії. По завершенні ігрової кар'єри — тренер. З 2024 року очолює тренерський штаб латвійської команди «Рига».

## Клубна кар'єра
Сімо Валакарі народився у 1973 році в Гельсінкі, та є вихованець футбольної школи клубу «КаПа». У 1991 році дебютував у дорослому футболі в команді «Конту», в якій грав до 1994 року, та зіграв у її складі у 59 матчах чемпіонату. У 1995 році Валакарі став гравцем клубу вищого фінського дивізіону «ФіннПа», в якому грав до середини 1996 року, та зіграв у його складі 48 матчів.
У середині 1996 року Сімо Валакарі став гравцем шотландського клубу «Мотервелл». У складі шотландської команди грав протягом чотирьох сезонів, і з сезону 1997—1998 років став одним із основних гравців півзахисту команди. У складі шотландської команди до середини 2000 року зіграв 104 матчі. У середині 2000 року Валакарі уклав контракт з англійським клубом Прем'єр-ліги «Дербі Каунті», проте у вищому англійському дивізіоні фінський півзахисник зіграв лише два сезони, оскільки за підсумками сезону 2001—2002 років «Дербі Каунті» вибув до Чемпіоншипу, й два роки Валакарі грав у другому англійському дивізіоні.
У 2004 році Сімо Валакарі став гравцем клубу MLS «Даллас», у якому грав до 2006 року. У 2007 році Валакарі повернувся на батьківщину, де став гравцем команди «ТПС», у складі якої завершив виступи на футбольних полях у 2009 році.

## Виступи за збірну
У 1996 році Сімо Валакарі дебютував у складі національної збірної Фінляндії. У складі збірної грав до 2003 року, провів у її формі 32 матчі, в яких забитими м'ячами не відзначився.

## Кар'єра тренера
У 2010 році Сімо Валакарі очолив тренерський штаб нижчолігового фінського клубу «АІФК». Наступного року він став тренером молодіжної команди клубу «КаПа». У 2012 році Валакарі очолив фінську команду «СІК», яку тренував протягом 4 років.
У 2017 році Сімо Валакарі оччолив норвезький клуб «Тромсе», проте після вильоту команди з найвищого дивізіону залишив команду в кінці 2020 року.
У 2021 році Сімо Валакарі очолив тренерський штаб фінської команди «КуПС», в якій працював до кінця 2022 року. З початку 2023 року Валакарі очолив латвійський клуб «Ауда».

## Особисте життя
Обидва сини Сімо Валакарі, Онні Валакарі та Пааво Валакарі, є фінськими футболістами.

## Титули і досягнення

### Тренер
- Чемпіон Фінляндії (1):

СЯК: 2015
- Володар Кубка Фінляндії (3):

СЯК: 2016
КуПС: 2021, 2022
- Володар Кубка фінської ліги (1):

СЯК: 2014
- Володар Суперкубка Латвії (1):

Рига: 2024